# 심장염
심장염(carditis, pl. carditides)은 심장에 발생한 염증이다.
심장염의 종류는 다음과 같다.
- 심낭염은 심낭의 염증이다.
- 심근염은 심근의 염증이다.
- 심내막염은 심장속막의 염증이다.
- 전층심장염(pancarditis, perimyoendocarditis)은 심낭, 심근, 심장속막 전체에 발생한 염증이다.
- 역류성 심장염은 GERD와 같은 식도 역류에 의해 발생하며, 식도와 위 점막의 염증을 포함한다.

## 참고 문헌
1. ↑  《Dorland's Illustrated Medical Dictionary.》. Dorland, W. A. Newman 32판. Philadelphia, PA: Saunders/Elsevier. 2011. ISBN 9781416062578. OCLC 706780870.